# Astragalus angarensis
Astragalus angarensis är en ärtväxtart som beskrevs av Aleksandr Andrejevitj Bunge. Astragalus angarensis ingår i släktet vedlar, och familjen ärtväxter. Inga underarter finns listade i Catalogue of Life.